# Jyamire (Okhaldhunga)
Jyamire – gaun wikas samiti we wschodniej części Nepalu w strefie Sagarmatha w dystrykcie Okhaldhunga. Według nepalskiego spisu powszechnego z 2001 roku liczył on 526 gospodarstw domowych i 2564 mieszkańców (1389 kobiet i 1175 mężczyzn).